# Schermäuse
Die Schermäuse (Arvicola) sind eine Gattung der Wühlmäuse. Wegen ihrer Gebundenheit an das Wasser sind sie auch unter dem umgangssprachlichen Namen Wasserratten bekannt. Drei Arten werden unterschieden:
- Ostschermaus, Arvicola terrestris (Synonym: Arvicola amphibius), Europa, Nord- und Westasien
- Westschermaus, Arvicola sapidus, Frankreich, Spanien, Portugal
- Gebirgsschermaus, Arvicola scherman, Nordspanien, Zentraleuropa, Südosteuropa

Mit Kopfrumpflängen bis 22 Zentimetern sind Schermäuse die größten Wühlmäuse der Alten Welt. Während die Ostschermaus in weiten Teilen ihres Verbreitungsgebiets weit verbreitet ist und vielerorts als Schädling gilt, ist die Westschermaus ein eher selten anzutreffendes Tier.
Gelegentlich werden die Schermäuse auch als Untergattung der Feldmäuse (Microtus) eingestuft. In diesem Fall wird ihnen manchmal auch die Richardson-Wühlmaus oder Amerikanische Schermaus (Microtus richardsoni) als weitere Art zugeordnet.
Durch ihre Größe sind sie typische Beutetiere für größere Säuger und Vögel.